# Taking Chances (album)
Pour les articles homonymes, voir Taking Chances.
Albums de Céline Dion
D'elles
(2007) My Love: Essential Collection
(2008)
Singles
1. Taking Chances
Sortie : 17 septembre 2007
2. Eyes on Me
Sortie : 4 janvier 2008
3. A World to Believe In
Sortie : 16 janvier 2008
4. Alone
Sortie : 5 mai 2008

Taking Chances est un album studio de Céline Dion paru le 9 novembre 2007 en Europe et le 13 novembre 2007 au Canada et aux États-Unis.
Cet album marque un tournant dans la carrière de la chanteuse, dévoilant un son plus rock. Ben Moody (ancien membre du groupe Evanescence), Linda Perry, Ne-Yo et The-Dream ont notamment collaboré à la réalisation de cet opus.

## Historique
Le premier single extrait de l'album est la chanson titre, Taking Chances. Cette chanson écrite, composée et d'abord enregistrée par Kara DioGuardi en collaboration avec Dave Stewart, est lancée fin octobre 2007. Bien que suscitant l'intérêt dans un premier temps, le titre n'a su s'imposer véritablement. La chanson est nommée pour chanson de l'année au Juno Awards.
Le second extrait de l'album diffèrera selon les pays. Au Japon, c'est A World To Believe In qui est lancé le 16 janvier 2008. Le titre, une ballade relativement classique, a été enregistré en duo à Las Vegas avec la célèbre chanteuse japonaise Yuna Ito. Le single se classe 8e dès son premier jour de mise en vente.
Au Royaume-Uni et en Irlande, le second single devait être Eyes on Me, un titre aux rythmes orientaux, produit par la chanteuse australienne Delta Goodrem, qui fait les chœurs de la chanson. Le single est disponible le 7 janvier 2008. Le single est un véritable échec et est remplacé par Alone au Royaume-Uni et en Irlande.
Aux États-Unis, en Europe et au Canada, le second extrait est Alone, une reprise du succès du groupe Heart en 1987. Ce titre vient en troisième single au Royaume-Uni et en Irlande. Alone se classe 72e titre le plus diffusé en France dès sa première semaine, et 39e titre le plus diffusé au Canada.
Let Be Me Your Soldier est enregistré lors des sessions de Taking Chances mais n'est pas retenu pour l'album. Finalement, elle est renommée There Comes a Time et incluse sur la compilation My Love: Essential Collection en octobre 2008.

## Tournée
Après avoir donné 612 spectacles à Las Vegas pendant cinq ans, elle décide d'entamer une première tournée mondiale en neuf ans. Elle se produit sur cinq continents. Sa tournée commence le 14 février 2008 par cinq spectacles en Afrique du Sud. Après, elle se rend en Asie et en Europe où presque tous les billets se vendent rapidement. Lorsqu'elle arrive en Australie, elle est atteinte d'une infection à la gorge, elle se voit dans l'obligation de reporter trois concerts australiens et annuler un spectacle en Chine. Elle reprend rapidement les concerts en Australie. Par la suite, elle visite l'Europe sur lequel 35 spectacles sont données, dont huit en France (Six à Paris, une à Nice puis la dernière à Arras) et six en Allemagne. Ensuite, elle visite l'Amérique en donnant deux concerts à Boston, dont un qui fait l'objet d'un DVD lancé dans les pays anglophones. Elle donne onze concerts à Montréal dont un fait l'objet d'un DVD pour les pays francophones. Ensuite, elle fait une tournée de concerts aux États-Unis et en novembre, elle est atteint d'une infection, ce qui la force à reporter huit spectacles aux États-Unis. Sa tournée se termina le 26 février 2009 par un concert à Omaha.

## Informations sur l'album
Taking Chances est sorti en trois formats différents :
- CD Contenant 16 chansons en studio.
- CD / DVD Contenant les 16 chansons en studio et des extraits jamais vus du spectacle à Las Vegas, A New Day… Il contient aussi plusieurs bonus.
- CD / DVD Édition collector Super-deluxe collector. Inclus l'album de 16 chansons, le DVD inédit, un emballage spécial et des cadeaux surprises.

Éditions spéciales :
- CD / DVD Contenant l'album de 16 titres et un DVD avec les enregistrements de l'album Taking Chances. Cette édition spéciale est uniquement distribuée par Wal-Mart, dans les magasins américains.
- Double CD Contenant 16 chansons en studio et un CD bonus de 8 chansons de ses plus grands succès distribués par Costco, aux magasins américains.

## Liste des titres
| No  | Titre                                                    | Auteur                                                   | Durée |
| --- | -------------------------------------------------------- | -------------------------------------------------------- | ----- |
| 1.  | Taking Chances                                           | Kara DioGuardi, David A. Stewart                         | 4:07  |
| 2.  | Alone                                                    | Billy Steinberg, David Campbell, Tom Kelly               | 3:23  |
| 3.  | Eyes on Me                                               | Delta Goodrem, Kristian Lundin, Savan Kotecha            | 3:53  |
| 4.  | My Love                                                  | Linda Perry                                              | 4:08  |
| 5.  | Shadow of Love                                           | Aldo Nova, Anders Bagge, Peter Sjöström                  | 4:10  |
| 6.  | Surprise Surprise                                        | Ash Howes, Kara DioGuardi, Martin Harrington             | 5:14  |
| 7.  | This Time                                                | Ben Moody, David Campbell, David Hodges, Steven McMorran | 3:47  |
| 8.  | New Dawn                                                 | Linda Perry                                              | 4:45  |
| 9.  | A Song for You                                           | Aldo Nova, Anders Bagge, Robert Wells                    | 3:27  |
| 10. | A World To Believe In                                    | Rosanna Ciciola, Tino Izzo                               | 4:08  |
| 11. | Can't Fight the Feeling                                  | Aldo Nova                                                | 3:51  |
| 12. | I Got Nothin' Left                                       | Charles Harmon, Shaffer Smith                            | 4:20  |
| 13. | Right Next to the Right One                              | Tim Christensen                                          | 4:10  |
| 14. | Fade Away                                                | Aldo Nova, David Stenmarck, Peer Astrom                  | 3:17  |
| 15. | That's Just the Woman in Me                              | Kimberley Rew, Larry Gold                                | 4:33  |
| 16. | Skies of L.A.                                            | Christopher Stewart, Terius Nash, Thaddis Harrell        | 4:24  |
| 17. | Map to My Heart (titre bonus sur l'édition japonaise)    | Guy Roche, Shelly Peiken                                 | 4:15  |
| 18. | The Reason I Go On (titre bonus sur l'édition japonaise) | C. Leuzzi, Aldo Nova, A. Borgius                         | 3:42  |

| 1. | Exclusive Sneak Preview (Live In Las Vegas - A New Day...) | Stephane Laporte                                                  | 7:24 |
| 2. | The Power Of Love (Live In Las Vegas - A New Day...)       | Candy DeRouge, Gunther Mende, Mary Susan Applegate, Jennifer Rush | 3:38 |
| 3. | I Drove All Night (Live In Las Vegas - A New Day...)       | Billy Steinberg, Tom Kelly                                        | 4:29 |
| 4. | I Surrender (Live In Las Vegas - A New Day...)             | Louis Biancaniello, Sam Watters                                   | 5:15 |
| 5. | I Wish (Live In Las Vegas - A New Day...)                  | Stevie Wonder                                                     | 4:16 |

| 1. | That's Just The Woman In Me | Kimberley Rew, Larry Gold                     | 3:30 |
| 2. | Alone                       | Billy Steinberg, Tom Kelly                    | 8:12 |
| 3. | Eyes on Me                  | Kristian Lundin, Savan Kotecha, Delta Goodrem | 8:27 |
| 4. | A Song For You              | Anders Bagge, Aldo Nova, Robert Wells         | 8:49 |
| 5. | Surprise, Surprise          | Kara DioGuardi, Ash Howes, Martin Harrington  | 5:44 |
| 6. | A World To Believe In       | Tino Izzo, Rosanna Ciciola                    | 6:18 |

| 1. | If You Asked Me To             | Diane Warren                                                      | 3:55 |
| 2. | The Power Of Love              | Gunther Mende, Candy DeRouge, Jennifer Rush, Mary Susan Applegate | 5:43 |
| 3. | Because You Loved Me           | Diane Warren                                                      | 4:35 |
| 4. | It's All Coming Back To Me Now | Jim Steinman                                                      | 7:37 |
| 5. | All by Myself                  | Eric Carmen, Sergueï Rachmaninov                                  | 5:12 |
| 6. | My Heart Will Go On            | James Horner, Will Jennings                                       | 4:41 |
| 7. | That's The Way It Is           | Kristian Lundin, Max Martin, Andreas Carlsson                     | 4:03 |
| 8. | I Drove All Night              | Billy Steinberg, Tom Kelly                                        | 4:00 |

## Palmarès
Selon l'IFPI, Taking chances s'est écoulé à 3 100 000 de copies dans le monde en 2007 s'est classé 19e album le plus vendu de 2007. 3 500 000 copies ont été vendues.
Son succès est plus particulièrement notable au Canada - où il est certifié quatre fois platine pour 400 000 exemplaires vendus (dont 79 000 exemplaires la première semaine, meilleure première semaine pour un album en 2007) - mais aussi au Royaume-Uni (avec 400 000 exemplaires écoulés). En Afrique du Sud, Taking chances est certifié double platine, avec environ 125 000 exemplaires vendus.
Au Japon, Taking chances est devenu son plus grand succès depuis l'album A New Day Has Come en 2002, avec plus de 125 000 unités écoulées.
Aux États-Unis, l'album débute en 3e position avec 215 000 copies et il est certifié platine avec plus de 1 067 000 de copies vendues.
En revanche, le succès est plus mitigé en France, où il n'est certifié que disque d'or avec 130 000 copies écoulées.
| Pays               | Meilleure position | Certification | Ventes    |
| ------------------ | ------------------ | ------------- | --------- |
| Allemagne          | 5                  | Or            | 100 000   |
| Argentine          | 4                  |               |           |
| Australie          | 12                 | Platine       | 70 000    |
| Autriche           | 3                  | Or            | 15 000    |
| Belgique Flandres  | 7                  | Platine       | 30 000    |
| Belgique Wallonie  | 3                  | Platine       | 30 000    |
| Brésil             | 25                 |               | 15 000    |
| Canada             | 1                  | 4x Platine    | 400 000   |
| République tchèque | 17                 |               |           |
| Danemark           | 2                  | Platine       | 40 000    |
| Estonie            | 19                 |               |           |
| États-Unis         | 3                  | Platine       | 1 067 000 |
| Finlande           | 13                 |               | 15 000    |
| France             | 2                  | Or            | 130 000   |
| Grèce              | 10                 |               |           |
| Hong Kong          |                    | Platine       | 20 000    |
| Hongrie            | 12                 | Or            | 3 000     |
| Irlande            | 6                  | 2 × Platine   | 30 000    |
| Italie             | 5                  | Platine       | 100 000   |
| Japon              | 6                  | Or            | 125 000   |
| Mexique            | 40                 |               |           |
| Pays-Bas           | 4                  | Or            | 45 000    |
| Nouvelle-Zélande   | 4                  | Or            | 7 500     |
| Norvège            | 7                  |               |           |
| Pologne            | 21                 | Or            | 10 000    |
| Portugal           | 9                  | Or            | 10 000    |
| Royaume-Uni        | 5                  | Platine       | 400 000   |
| Russie             |                    | Or            | 10 000    |
| Singapour          |                    | Or            | 8 000     |
| Afrique du Sud     | 1                  | 2 × Platine   | 125 000   |
| Espagne            | 8                  | Or            | 40 000    |
| Suède              | 8                  | Or            | 20 000    |
| Suisse             | 1                  | Platine       | 30 000    |